# سیدو دومبیا
سیدو دومبیا (فرانسوی: Seydou Doumbia‎؛ زاده ۳۱ دسامبر ۱۹۸۷) بازیکن فوتبال اهل ساحل عاج است.
وی همچنین در تیم ملی فوتبال ساحل عاج بازی کرده‌است.